# Veritas (constructor)
Veritas  era un constructor alemany de cotxes per competicions automobilístiques que va arribar a disputar curses a la Fórmula 1.

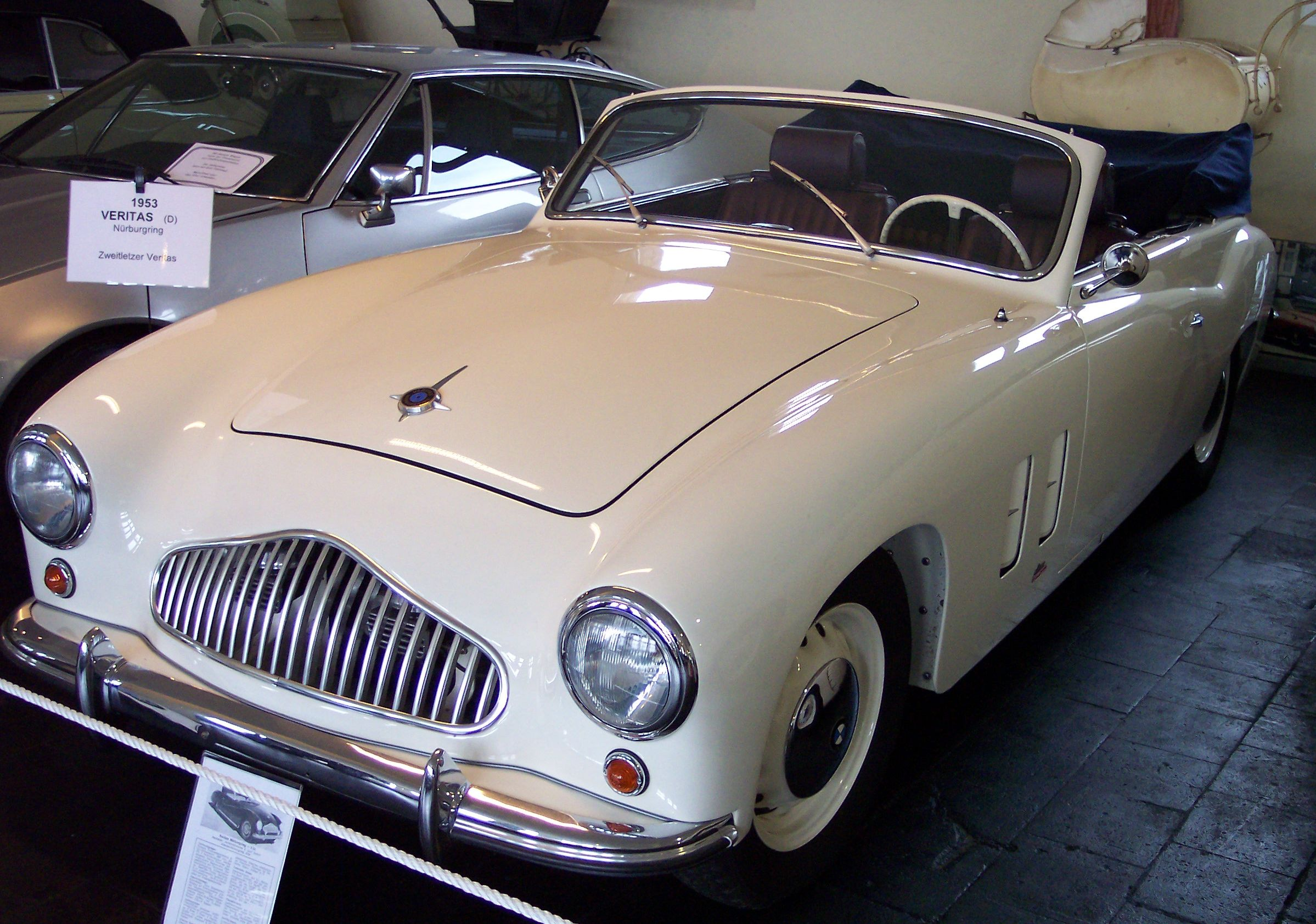
Veritas del 1953.

Veritas va ser fundada per Ernst Loof, Georg Meier' i Lorenz Dietrich a Hausen am Andelsbach, prop de Sigmaringen, Baden-Württemberg, Alemanya.Després va traslladar la seu a Nürburgring.

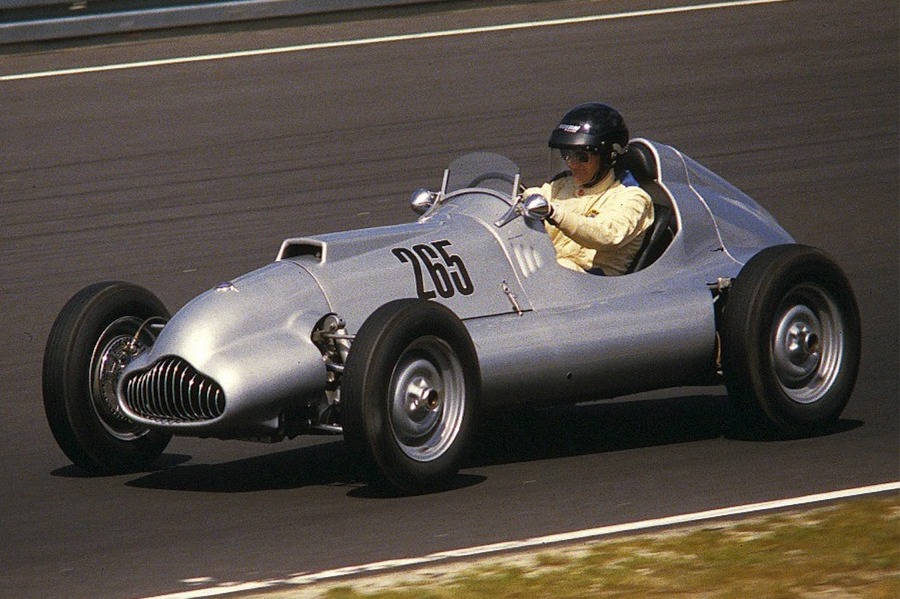
Veritas Meteor de Formula 2

Va construir cotxes cada cop més evolucionats fins a arribar a competir al campionat del món de la Fórmula 1 a tres temporades, 1951, 1952 i 1953.
Un total de disset monoplaces Veritas van disputar proves de Fórmula 1.

## Resultats a la F1
| Any  | Curses              | Xassís            | Motor   | Pilot/s         | 1   | 2   | 3   | 4   | 5   | 6   | 7   | 8   | 9   |
| ---- | ------------------- | ----------------- | ------- | --------------- | --- | --- | --- | --- | --- | --- | --- | --- | --- |
| 1951 |                     |                   |         |                 | SUI | 500 | BEL | FRA | GBR | ALE | ITA | ESP |     |
| 1951 | Privat              | Meteor            | Veritas | Peter Hirt      | Ret |     |     |     |     |     |     |     |     |
| 1952 |                     |                   |         |                 | SUI | 500 | BEL | FRA | GBR | ALE | HOL | ITA |     |
| 1952 | Privat              | Meteor            | BMW     | Toni Ulmen      | Ret |     |     |     |     | 8   |     |     |     |
| 1952 | Privat              | Meteor            | BMW     | Arthur Legat    |     |     | NC  |     |     |     |     |     |     |
| 1952 | Privat              | Meteor            | BMW     | Josef Peters    |     |     |     |     |     | Ret |     |     |     |
| 1952 | Privat              | Meteor            | BMW     | Hans Klenk      |     |     |     |     |     | 11  |     |     |     |
| 1952 | Privat              | Meteor            | BMW     | Adolf Brudes    |     |     |     |     |     | Ret |     |     |     |
| 1952 | Privat              | Meteor            | BMW     | Theo Helfrich   |     |     |     |     |     | Ret |     |     |     |
| 1952 | Privat              | Meteor            | BMW     | Fritz Riess     |     |     |     |     |     | 7   |     |     |     |
| 1952 | Motor-Presse-Verlag | Meteor            | Veritas | Paul Pietsch    |     |     |     |     |     | Ret |     |     |     |
| 1953 |                     |                   |         |                 | ARG | 500 | HOL | BEL | FRA | GBR | ALE | SUI | ITA |
| 1953 | Privat              | Meteor Veritas RS | Veritas | Arthur Legat    |     |     |     | Ret |     |     |     |     |     |
| 1953 | Privat              | Meteor Veritas RS | Veritas | Erwin Bauer     |     |     |     |     |     |     | Ret |     |     |
| 1953 | Privat              | Meteor Veritas RS | Veritas | Ernst Loof      |     |     |     |     |     |     | Ret |     |     |
| 1953 | Privat              | Meteor Veritas RS | Veritas | Oswald Karch    |     |     |     |     |     |     | Ret |     |     |
| 1953 | Privat              | Meteor Veritas RS | Veritas | Willi Heeks     |     |     |     |     |     |     | Ret |     |     |
| 1953 | Privat              | Meteor Veritas RS | Veritas | Theo Helfrich   |     |     |     |     |     |     | 12  |     |     |
| 1953 | Privat              | Meteor Veritas RS | Veritas | Wolfgang Seidel |     |     |     |     |     |     | 12  |     |     |
| 1953 | Hans Klenk          | Meteor            | Veritas | Hans Herrmann   |     |     |     |     |     |     | 9   |     |     |

## Palmarès a la F1
- Curses: 17
- Victòries: 0
- Podiums: 0
- Punts: 0